# Pasión Vega
Ana María Alías Vega (Madrid, 23 de abril de 1976), más conocida por su nombre artístico Pasión Vega, es una cantante española de música popular.

## Trayectoria artística

### Inicios
Ana María Alías Vega nació en Madrid, pero vivió desde niña en Málaga, en el barrio de Nueva Málaga de donde es originaria parte de su familia. Su madre es oriunda de Fregenal de la Sierra (Badajoz). Se inicia en el mundo de la música participando en el coro de la parroquia de Santa Ana y San Joaquín de su barrio, graba su primera colaboración en un disco benéfico de villancicos con un grupo de jóvenes cristianos (MIES, misioneros de la esperanza) en un disco amateur cantando en el tema Saberse olvidado incluido en el CD Cristo, mi centro.
En 1992 y con 16 años se presenta en un concurso de radio en la Cadena Ser quedando en tercer lugar y ganando al año siguiente, en 1993, cuando volvió a presentarse al 4.º concurso Málaga canta organizado por la misma emisora. El premio consistió en la edición de su primer sencillo en vinilo con el título Estos detalles con dos temas compuestos por Manuel Vega, tío de la cantante (Estos detalles y Toda mi vida), en ese sencillo de vinilo todavía se presenta con su verdadero nombre: Ana María Alias. Fue bautizada artísticamente como Pasión Vega por el creativo onubense Pedro Pérez Flores.
En 1994 y también en Málaga se alza con el primer premio en el X certamen de Malagueñas de Fiesta de la ciudad cantando Sueño malagueño que le escribiera Miguel Pérez, grabación editada en formato casete junto a los demás temas finalistas del concurso por el Excmo. Ayuntamiento de Málaga y el Canal Málaga Televisión. Poco después gana el concurso televisivo Pasa la vida de TVE para jóvenes valores, presentado por María Teresa Campos, interpretando la copla Romance de la otra.
En 1995 participa en el Festival de Benidorm con la canción En mi voz, compuesta por Laura Granados, tema incluido en su disco Un toque de distinción. Con sus primeras apariciones en Canal Sur Televisión en la celebración del día de Andalucía en dos años consecutivos así como en la Nochebuena de 1996 va haciéndose popular entre los andaluces, su primer éxito musical le llega a través de su interpretación de Ojos verdes. En escena obtiene una buena acogida en su presentación en el Teatro Lope de Vega de Sevilla, en la Semana de la Copla que organiza la ciudad.
A continuación realiza sus primeras grabaciones discográficas profesionales con la discográfica La voz del Sur: Un toque de distinción(1996), Con el alma en los labios (1997) y Corona de perlas (2000), estas tres producciones conforman lo que sería su primera etapa artística bajo la producción de Diego Ibáñez. En sus inicios su repertorio está formado por copla esencialmente.

### Sus influencias y colaboraciones
Pasión Vega creció en Málaga, aunque está ligada sentimentalmente también a la ciudad de Cádiz, y especialmente con su tradicional barrio de La Viña donde reside y con cuyo Coro de La Viña ha cantado esas Habaneras de Cádiz (Antonio Burgos-Carlos Cano) en homenaje a la ciudad y a Carlos Cano. Pasión Vega es nombrada pregonera oficial del Carnaval de Cádiz en 2007.
Aficionada al flamenco, muestra de su interés en el género es su colaboración con el espectáculo El eterno retorno de la joven bailaora Rocío Molina, en el Festival Málaga en flamenco de 2005 y en varios espectáculos de la bailaora a lo largo de 2006. Del mismo modo ocupan un lugar destacado entre los referentes musicales de Pasión Vega la canción de autor (Serrat, Sabina, Carlos Cano, Javier Ruibal), el tango (Carlos Gardel), el bolero, la música italiana, las rancheras, los grandes crooners como Frank Sinatra, el fado y otras músicas de raíz popular. Será Serrat el encargado de entregarle su primer Disco de Oro por Banderas de nadie, también con él interpretó a dúo el 6 de marzo de 2003 la canción Lucía, en el programa La noche abierta de Pedro Ruiz (La 2 - TVE), una canción que ha incorporado a su repertorio habitual, cerrando a petición popular muchos de sus conciertos, grabada posteriormente en directo en su disco Pasión en el Maestranza. Más tarde la cantante grabó otra canción de Serrat: Sinceramente tuyo, en el disco homenaje Serrat...eres único Vol. 2 en 2005.
También ha cantado temas de Joaquín Sabina: Cómo te extraño en el CD Pasión Vega, Y además… en Banderas de nadie y Por algo será en colaboración con Javier Ruibal en Flaca de amor. Pasión Vega colaboró también en los coros de La canción más hermosa del mundo del disco Dímelo en la calle de Sabina y le homenajeó con su versión de La canción de las noches perdidas en el disco “Entre todas las mujeres”. Otros autores de prestigio a los que ha cantado Pasión Vega son Carlos Cano, Javier Ruibal, Juan Antonio Muriel, Rosana Arbelo, Arturo Pareja Obregón o Pablo Guerrero.

### Madurez artística

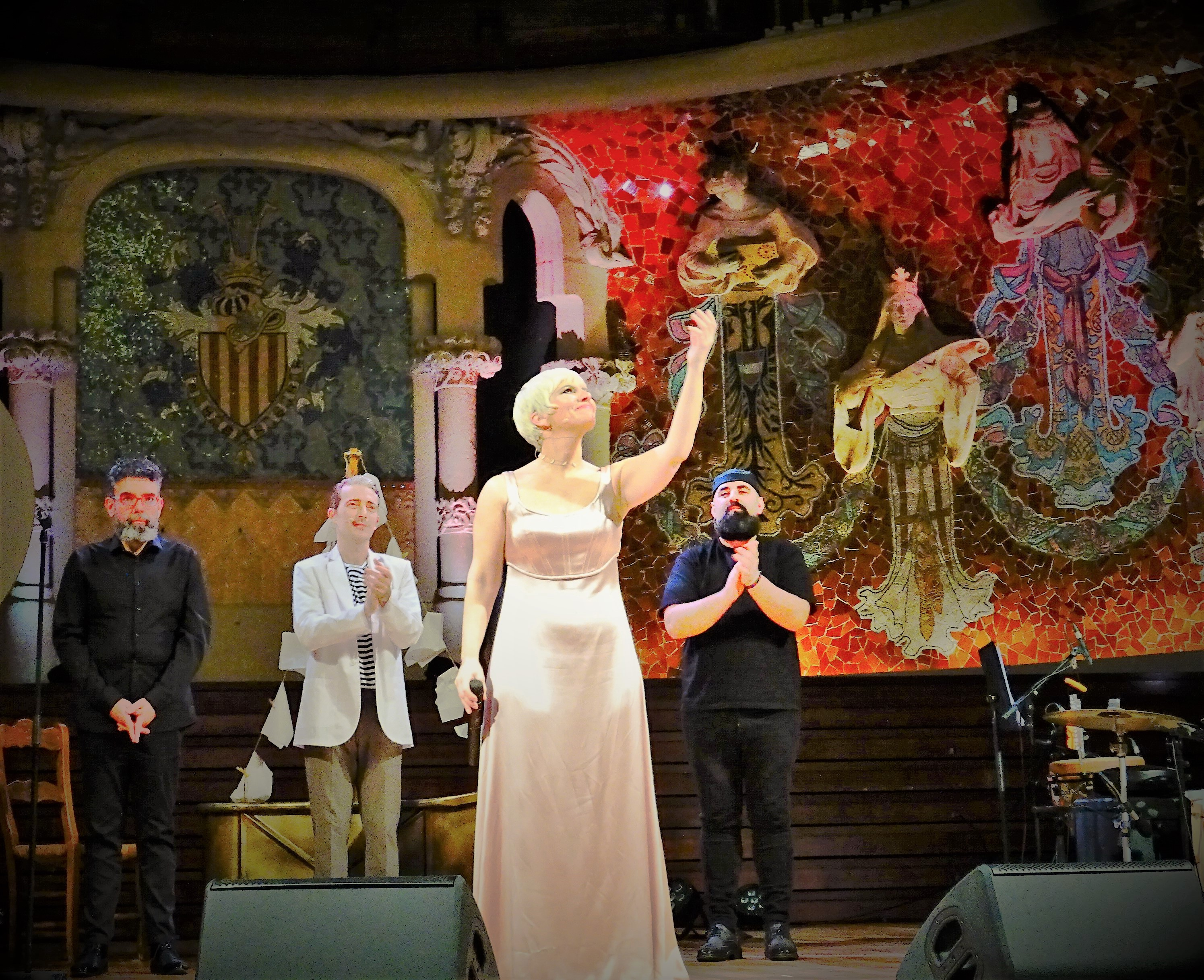
Pasión Vega en escena en Barcelona presentando "Lorca sonoro". 27 de enero de 2023.

Tras su primera etapa con la discográfica sevillana La Voz del Sur, cambia a la multinacional BMG con la que presenta su disco Pasión Vega, y grabará también sus siguientes trabajos: Banderas de nadie y Flaca de amor, abriéndose a nuevos estilos. Entre tanto y por derechos adquiridos por contrato con validez por diez años, firmado con su primer representante Diego Ibáñez, fallecido en agosto de 2005, en los años 2003 y 2005 su antigua discográfica La Voz del Sur edita los discos Grandes éxitos con algunas canciones de sus tres primeros discos más el tema El día que nací yo y en 2005 edita Pasión inédita con la reedición de antiguas grabaciones con canciones como Habaneras de Cádiz hasta ahora inédita o recuperando su versión de Romance de Curro el Palmo, entre otras coplas clásicas de su primera etapa, coincidiendo la edición de estos dos discos en el tiempo con el lanzamiento de Banderas de nadie y Flaca de amor respectivamente.
Coincidiendo con su primer disco para BMG de título Pasión Vega se produce su reconocimiento a nivel nacional, recibe un Disco de Oro por sus ventas, además del premio de la Academia de la Música al Mejor Álbum de Canción Española en el 2002, recibe también el Premio Amigo en 2003 como mejor cantante solista femenina, más tarde con Banderas de nadie recibe dos galardones en los Premios de la Música 2004, al mejor álbum de canción española y al Mejor técnico de sonido José Luis Crespo.
Antonio Martínez Ares es el cantautor que renueva su repertorio y lo pone al día como autor de coplas contemporáneo, en el transcurso de la gira de su segundo disco en común Banderas de nadie su relación se rompe tras once canciones compuestas por Martínez Ares en los discos de mayor reconocimiento de Pasión Vega. Colaboran por última vez en la banda sonora de la comedia Cosas que hacen que la vida valga la pena. Retomarían su relación artística en 2014 con el disco Pasión por Cano. En su tercer disco para BMG, Flaca de amor (2005) cambia de compositor principal, contando con 6 canciones del joven compositor gaditano Jesús Bienvenido, también vinculado al Carnaval de Cádiz.
Flaca de amor, siguiente trabajo de Pasión Vega, con cantos al amor y al desamor como Teresa, Miénteme o Ni tú ni yo (con las notas de Ricard Miralles al piano), un disco con el que obtiene Disco de oro, así lo muestra también la edición del primer DVD en la carrera de Pasión Vega que recoge la grabación de los conciertos del Teatro de la Maestranza de Sevilla que tuvieron lugar los días 18 y 19 de junio de 2005: Pasión en el Maestranza. En 2006 se edita La reina del Pay-Pay, con el que llega a Disco de Oro por sus ventas. La gira con este nuevo material le lleva por escenarios de toda España durante el año 2007, realizando unos 70 conciertos en los que destaca su teatralidad y su puesta en escena, con tres conciertos en el Palau de la Música Catalana de Barcelona. El 6 de junio de 2008 acompañada por la Orquesta Sinfónica de la Región de Murcia ofrece un concierto especial en la ciudad de Murcia con el siguiente programa: Danzas fantásticas. Op. 22 (Joaquín Turina), El amor brujo (Manuel de Falla), Procuro olvidarte (Manuel Alejandro), Puro teatro (Catalino Curet), Adoro (Armando Manzanero).
En septiembre de 2008 se presenta por primera vez en Sudamérica en el Teatro Maipo de Buenos Aires (Argentina). El 3 de marzo de 2009 se pone a la venta su disco Gracias a la vida (Sony Music) con grandes clásicos de la canción latinoamericana, disco con el que Pasión Vega se abre al mercado de América Latina. Presenta el trabajo en gira por España, y con algunos conciertos en Chile, Argentina, Uruguay y México. El 2 y 3 de mayo de 2009 ofrece dos conciertos en el Teatro El Nacional de Buenos Aires (Argentina), el realizado el 2 de mayo es registrado y posteriormente editado en formato CD+DVD por Sony-BMG.
Del 1 al 5 de octubre de 2009 presenta el espectáculo Pasión y embrujo en cuatro escenarios catalanes (Gerona, Sabadell, Barcelona y Lérida) junto a la Orquestra Simfònica del Vallès (OSV) interpretando El amor brujo: ballet suite y La vida breve: danza española (versión de Chapelier) de Manuel de Falla y temas de su repertorio, especialmente del disco Gracias a la vida en versión sinfónica El 16 de febrero de 2010 la Junta de Andalucía le concede la Medalla de Andalucía y durante ese año sigue con su gira "Gracias a la vida". En septiembre de 2011 se publica su disco "Sin compasión" en el que Pasión Vega amplia su propio repertorio con temas inéditos, hecho que no sucedía desde 2006, disco con el que emprende una gira en 2012 y por el que es nominada en los Grammy Latinos 2012 como Mejor Álbum de Pop Tradicional.
El 29 de junio de 2012 participa en el espectáculo "Azabache" que se presenta en el Auditorio Rocío Jurado de Sevilla junto a Diana Navarro, Pastora Soler y Manuel Lombo con dirección musical de José Miguel Évora, conmemorativo del 20 aniversario del que se presentó en 1992 en la Expo de la capital andaluza, espectáculo con el que posteriormente realizan una gira conjunta con diversos conciertos por España durante 2012 y 2013, finalizando el 14 de septiembre de 2013 con un concierto en el Auditorio de Barcelona.
El 28 de septiembre de 2013 se estrena en el Teatro de la Maestranza de Sevilla el espectáculo "Dos pianos con Pasión (Cartas desde Nueva York)", nueva propuesta escénica que Pasión Vega comparte con los pianistas malagueños Dúo Del Valle, los hermanos Víctor y Luis Del Valle, fusión entre músicas clásicas y populares que va del jazz, al flamenco, el klezmer, el fado, el music hall o la copla sin olvidar las influencias de los compositores clásicos. La cantante lleva a cabo su gira "Dos pianos con Pasión" por escenarios de España. Participa en la banda sonora del largometraje 321 días en Míchigan, film dirigido por Enrique García, en el que interpreta el tema ¿Qué más da? del compositor Fernando Velázquez, que también será el productor del disco editado a finales de 2014 con el título Pasión por Cano en homenaje al cantautor andaluz Carlos Cano, con doce de sus temas y uno en su homenaje: Soy del sur, obra de Antonio Martínez Ares, quien vuelve a colaborar con Pasión Vega tras diez años sin hacerlo. En el disco participa cantando María Dolores Pradera en el tema Aires de cuna.
En el verano de 2017 emprende una gira de conciertos por España junto a la cantante israelí Noa que se estrenó con un concierto en el Festival Jardines de Pedralbes de Barcelona el 10 de junio de 2017, y en el que contaron con la participación como invitado de Joan Manuel Serrat. En 2019 publica el disco Todo lo que tengo en el que se acerca al folklore latinoamericano. En 2020 graba un concierto en homenaje a Víctor Manuel, Joan Manuel Serrat y Carlos Cano, junto a la OSPA Orquesta Sinfónica del Principado de Asturias bajo la dirección de Fernando Velázquez. El 18 de agosto de 2019 participa en un homenaje a las víctimas de la Guerra Civil a través de la figura de Federico García Lorca, cantando seis canciones en el Parque de Alfacar en Granada, origen de su posterior disco Lorca sonoro sobre poemas del poeta granadino, publicado a finales de 2022 y que la cantante presenta en gira en 2023 y 2024 en espectáculo teatralizado junto al actor Víctor Clavijo. En diciembre de 2024 publica el tema Canción Réquiem por el poeta, sencillo y primera obra de su nueva productora "Reina del PayPay Producciones".

## Discografía
Álbumes de estudio
| Fecha de lanzamiento | Álbum                | Discográfica  | Posición en lista | Promusicae |
| Fecha de lanzamiento | Álbum                | Discográfica  | España            | Promusicae |
| -------------------- | -------------------- | ------------- | ----------------- | ---------- |
| 2001                 | Pasión Vega          | Sony BMG      | 33                | 1× Oro     |
| 2003                 | Banderas de nadie    | Sony BMG      | 5                 | 3× Platino |
| 2005                 | Flaca de amor        | Sony BMG      | 3                 | 1× Oro     |
| 2006                 | La reina del Pay-Pay | Sony BMG      | 8                 | 1× Oro     |
| 2009                 | Gracias a la vida    | Sony Music    | 3                 | 1× Oro     |
| 2011                 | Sin compasión        | Sony Music    | 16                |            |
| 2014                 | Pasión por Cano      | Concert Music | 17                | 1× Oro     |
| 2017                 | 40 Quilates          | Concert Music | 13                |            |
| 2019                 | Todo lo que tengo    | Concert Music | 33                |            |
| 2022                 | Lorca Sonoro         | Concert Music | 49                |            |

Álbumes en directo
| Fecha de lanzamiento | Álbum                   | Discográfica | Posición en lista | Promusicae |
| Fecha de lanzamiento | Álbum                   | Discográfica | España            | Promusicae |
| -------------------- | ----------------------- | ------------ | ----------------- | ---------- |
| 2005                 | Pasión en la Maestranza | Sony BMG     | 50                | 1× Oro     |
| 2009                 | Pasión en Buenos Aires  | Sony Music   | 20                |            |

Álbumes recopilatorios
| Fecha de lanzamiento | Álbum          | Discográfica | Posición en lista | Promusicae |
| Fecha de lanzamiento | Álbum          | Discográfica | España            | Promusicae |
| -------------------- | -------------- | ------------ | ----------------- | ---------- |
| 2012                 | Grandes éxitos | Sony Music   | 59                |            |

## Premios
- Premios de la Música 2002: Mejor álbum de canción española por "Pasión Vega".[51]
- Premios Amigo 2003: Mejor solista femenina española.[51]
- Premios de la Música 2004: Mejor álbum de canción española y Mejor técnico de sonido (José Luis Crespo) por "Banderas de nadie"
- Premios de la Música 2006: Mejor álbum de canción española y Mejor producción musical audiovisual por "Pasión en el Maestranza".
- Premios de la Música 2007: Mejor álbum de canción española por "La reina del Pay-Pay".[52]
- Premio "Medalla De Oro de Andalucía" 2010.[53]
- Premio "Flamenca con Arte" 2010.[54]
- Premio "Micrófono de Oro" 2010.[55]
- Premio "Dama de la Orden de la Solear" 2010.[56]
- Nominada a los Grammy Latino 2012 en la categoría de Mejor álbum pop vocal tradicional.[57]
- Medalla de Oro de Málaga 2024, otorgado por la Diputación de Málaga.[58]